# KFZ.15 Horch
 (mai 2012).
Si vous disposez d'ouvrages ou d'articles de référence ou si vous connaissez des sites web de qualité traitant du thème abordé ici, merci de compléter l'article en donnant les références utiles à sa vérifiabilité et en les liant à la section « Notes et références ».

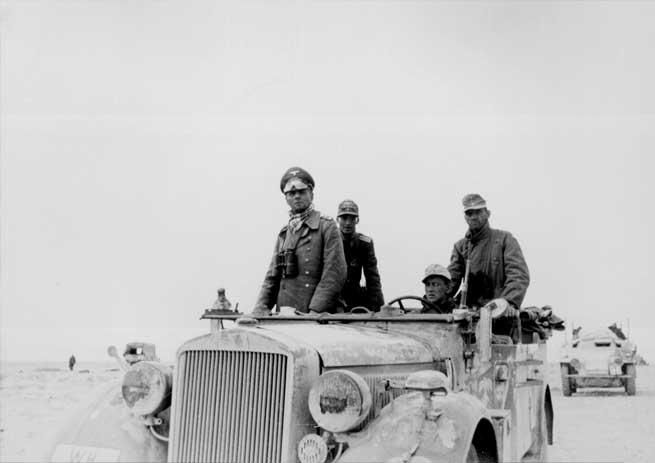
Erwin Rommel (à gauche) dans son Horch de commandement. Chauffeur: Hellmut von Leizig.

Le Horch 901 Type Efm Mittl. Einheits Pkw Kfz.15 est un véhicule d'état major allemand créé par Auto Union. Classé dans la catégorie des véhicules de transports moyens, cet engin caractérisé par ses quatre roues motrices est destiné à l'origine pour le transport d'officier d'état-major. Il permet à ces derniers de se déplacer sur les routes ou encore en terrain accidenté dans de bonnes conditions et dispose d'une capacité de quatre personnes.
Le Horch est produit en série par la compagnie Horch, à partir de 1937. Mais la firme en question n'ayant pas suffisamment de capacités, les autorités allemandes demandèrent bientôt à Wanderer Werke AG et à Opel de prendre à leur compte une partie des fabrications. Les chaînes de montage qui procédèrent à la construction de ce véhicule fonctionnèrent jusqu'en 1943, date à laquelle plus de 12 000 exemplaires avaient quitté les ateliers du Reich. 

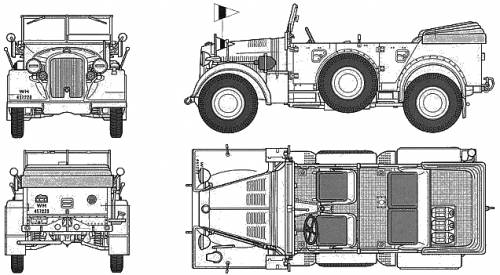
Dessin schématique du Horch.

Le Horch 901 se révèle un véhicule robuste et fiable, mais il n'en est pas moins mis à rude épreuve par les conditions de combat sur le Front de l'Est, où les routes carrossables sont peu nombreuses. Ces engins souffrent particulièrement, malgré leur train quatre-quatre, et leur maintenance se révèle très complexe. Ils sont dotés de diverses motorisations au fil du temps. C'est ainsi que le Horch 901 à moteur 8 cylindres en V de 3 517 cm3 est produit entre 1937 et 1940, tandis que celui dotée d'un moteur à 6 cylindres en V de 3 823 cm3 sort des ateliers au cours des années 1940-1943.
Certains Horch sortis des usines du Troisième Reich seront employés pour d'autres missions que le transport d'officiers d'état-major ou encore d'officiers assumant des fonctions de commandement. Et au fur et à mesure de la Seconde Guerre mondiale, il sera utilisé comme tracteur de pièces d'artillerie de faible calibre et de Nebelwerfer, d'ambulance ou de transport de troupes.

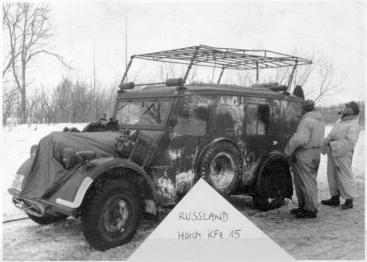
Un Horch équipé en version radio.

## Caractéristiques
Moteur
- Cylindres : 6 Opel ou 8 Horch
- Cylindrée : 3 517 cm3 (pour le moteur Opel), 3 823 cm3 (pour le moteur Horch)
- Puissance : 80 ch à 3 500 tr/min (pour le moteur Opel) 90 ch (pour le moteur Horch)

Système de freinage
- Tambours

Dimensions et poids-capacités
- Poids en ordre de combat : 2 700 kg
- Charge utile : 600 kg
- Longueur : 4,40 m
- Largeur : 1,68 m
- Hauteur : 1,73 m
- Garde au sol : 0,60 m

Performances
- Vitesse : 90 km/h sur route
- Autonomie : 400 km

## Source et références
- Éditions Atlas : « Le véhicule Horch Kfz.15 ».

1. ↑  « « HORCH Kfz 15 » | Tankaf-r », sur www.tankaf-r.fr (consulté le 29 janvier 2016)
2. ↑  PdB, « HORCH », sur zervan.fr (consulté le 29 janvier 2016)